# Laimosemion
Laimosemion is een geslacht van straalvinnige vissen uit de familie van de killivisjes (Rivulidae).

## Soorten
- Laimosemion agilae (Hoedeman, 1954)
- Laimosemion altivelis (Huber, 1992)
- Laimosemion amanapira (Costa, 2004)
- Laimosemion breviceps (Eigenmann, 1909)
- Laimosemion cladophorus (Huber, 1991)
- Laimosemion corpulentus (Thomerson & Taphorn, 1993)
- Laimosemion dibaphus (Myers, 1927)
- Laimosemion frenatus (Eigenmann, 1912)
- Laimosemion geayi (Vaillant, 1899)
- Laimosemion gransabanae (Lasso, Taphorn & Thomerson, 1992)
- Laimosemion kirovskyi (Costa, 2004)
- Laimosemion lyricauda (Thomerson, Berkenkamp & Taphorn, 1991)
- Laimosemion mahdiaensis (Suijker & Collier, 2006)
- Laimosemion nicoi (Thomerson & Taphorn, 1992)
- Laimosemion paryagi Vermeulen, Sujiker & Collier, 2012
- Laimosemion rectocaudatus (Fels & de Rham, 1981)
- Laimosemion romeri (Costa, 2003)
- Laimosemion sape (Lasso-Alcalá, Taphorn, Lasso & León-Mata, 2006)
- Laimiosemion staecki Schindler & Valdesalici, 2011
- Laimosemion strigatus (Regan, 1912)
- Laimosemion tecminae (Thomerson, Nico & Taphorn, 1992)
- Laimosemion torrenticola (Vermeulen & Isbrücker, 2000)
- Laimosemion uakti (Costa, 2004)
- Laimosemion uatuman (Costa, 2004)
- Laimosemion xiphidius (Huber, 1979)